# Pagurus spilocarpus
Pagurus spilocarpus är en kräftdjursart som beskrevs av Haig 1977. Pagurus spilocarpus ingår i släktet Pagurus och familjen eremitkräftor. Inga underarter finns listade i Catalogue of Life.